# О дугмету и срећи
О дугмету и срећи је кратки роман за децу српске списатељице за децу и младе Јасминке Петровић. Први пут је објављен 2005. године у форми кратке прозе. У овој књизи ауторка се бави проблемима деце са инвалидитетом и њиховом инклузијом у друштво. Према мотивима из ове књиге снимљен је дечји филм Злогоње, који је постигао међународни успех. Успех филма инспирисао је ауторку да напише нову, проширену верзију романа, са доста додатих дешавања и дијалога. Ова проширена верзија објављена је 2018. и доживела је неколико издања.
Роман О дугмету и срећи се налази у избору лектире за четврти разред у основним школама у Србији.

## Кратак садржај
Дечак Јован има церебралну парализу и осећа се врло усамљено као другачије дете у школи. Свестан је свог трајног физичког хендикепа, али упоран у жељи да ужива у свему осталом. Суочен са одбијањем и суровошћу вршњака он се повлачи у свој свет. Током једног боравка у болници „почиње да се дружи” с једним насмејаним дугметом. Кад у наступу нерасположења баци дугме кроз прозор, открива нову другарицу, Милицу, која му поклања дугмад са своје одеће да га утеши.  Ово ново пријатељство заувек је променило његов живот Милица пролази кроз тешке тренутке јер је њен тата нашао другу жену, па јој дружење са Јованом помаже да се носи са тугом. Она ускоро постаје центар Јовановог света и извор његове среће и инспирације, све док не почне да му се поверава о својим симпатијама. Већ на прагу пубертета, Јован се тако суочава с првим љубавним ломовима.

## О књизи
Једна од хуманих и племенитих идеја савременог друштва је значајнија брига о особама са инвалидитетом. Јасминка Петровић кроз своју причу о Јовану приповеда о томе шта је срећа и показује колико пријатељство и саосећање са другим људима може богатити и оплеменити свачији живот. Прича прати две године живота главног јунака, дечака Јована и његову трансформацију од усамљеног и повученог до дечака који у потпуности прихвата себе таквог какав јесте, открива своје вештине и таленте, стиче самопоуздање и пријатеље и постаје срећан. Књигу, односно Јованову исповест, ауторка симболично започиње реченицом:
| „ | Неки људи баш немају среће! Ево на пример ја. | ” |

... А завршава са:
| „ | Неки људи баш имају среће! Ево на пример ја. | ” |

Поруке које Јасминка Петровић деци шаље кроз ову књигу су, између осталих, како стећи самопоуздање, бити толерантан, изборити се са животним потешкоћама, открити шта је срећа у животу и друге.
Прича је написана у првом лицу, а прича је сам Јован. Обухвата две године његовог живота — од првог полугодишта четвртог до другог полугодишта петог разреда основне школе и подељена је на 14 кратких поглавља. Свако поглавље описује по једну личност или догађај важне за овај период његовог живота, а у првом се читалац упознаје са главним ликом, дечаком Јованом:
- Прво полугодиште четвртог разреда
  - Јован
  - Дугме
  - Пријатељство
- Друго полугодиште четвртог разреда
  - Милица
  - Гепард
  - Мирко
- Прво полугодиште петог разреда 
  - Клупа
  - Високи зид
  - Живо блато
  - Ушће Саве у Дунав
  - Песма
- Друго полугодиште петог разреда 
  - Компјутер
  - Олга
  - Срећа[8]

## Награде
Роман О дугмету и срећи освојио је 2019. године награду Доситејево перо за најбољу књигу за децу објављену у претходној години, према мишљењу дечје критике.